# Relais 4 × 100 mètres féminin aux Jeux olympiques d'été de 1972 (athlétisme)
Navigation
Mexico 1968 Montréal 1976
L'épreuve du relais 4 × 100 mètres féminin aux Jeux olympiques de 1972 s'est déroulée les 9 et 10 septembre 1972 au Stade olympique de Munich, en République fédérale d'Allemagne.  Elle est remportée par l'équipe d'Allemagne de l'Ouest (Christiane Krause, Ingrid Mickler, Annegret Richter et Heidemarie Rosendahl) qui établit un nouveau record du monde en 42 s 8.

## Résultats

### Finale
| Rang               | Athlète                                                                 | Pays                 | Temps   | Notes |
| ------------------ | ----------------------------------------------------------------------- | -------------------- | ------- | ----- |
| Médaille d'or      | Christiane Krause Ingrid Mickler Annegret Richter Heidemarie Rosendahl  | Allemagne de l'Ouest | 42 s 81 | WR    |
| Médaille d'argent  | Evelin Kaufer Christina Heinich Bärbel Struppert Renate Stecher         | Allemagne de l'Est   | 42 s 95 |       |
| Médaille de bronze | Marlene Elejalde Carmen Valdés Fulgencia Romay Silvia Chibás            | Cuba                 | 43 s 36 |       |
| 4                  | Martha Watson Matteline Render Mildrette Netter Iris Davis              | États-Unis           | 43 s 39 |       |
| 5                  | Marina Sidorova Galina Bukharina Ludmila Zharkova Nadezhda Besfamilnaya | Union soviétique     | 43 s 59 |       |
| 6                  | Maureen Caird Raelene Boyle Marion Hoffman Penelope Gillies             | Australie            | 43 s 61 |       |
| 7                  | Andrea Lynch Della Pascoe Judith Vernon Anita Neil                      | Royaume-Uni          | 43 s 71 |       |
| 8                  | Helena Kerner Barbara Bakulin Urszula Jóźwik Danuta Jędrejek            | Pologne              | 44 s 20 |       |

## Légende
Records et Performances
- AR : Record continental (area record)
- CR : Record des championnats (championship record)
- MR : Record du meeting (meet record)
- NR : Record national (national record)
- OR : Record olympique (olympic record)
- PR : Record paralympique (paralympic record)
- PB : Record personnel (personal best)
- SB : Meilleure performance personnelle de la saison (season's best)
- WL : Meilleure performance mondiale de l'année (world leader)
- WJR : Record du monde junior (world junior record)
- WR : Record du monde (world record)

Circonstances et Conditions
- DNF : N'a pas terminé (did not finish)
- DNS : N'a pas pris le départ (did not start)
- DQ : Disqualification (disqualification)
- NM : Aucun essai valable enregistré (No Mark)
- Q : Qualifié « directement » au prochain tour (ou à la prochaine compétition), lors d'une compétition majeure, grâce au classement ou à la réalisation des minima (automatic qualifier)
- q : Qualifié au prochain tour (ou à la prochaine compétition), lors d'une compétition majeure, grâce au repêchage ou à la réalisation de l'une des meilleures performances parmi celles des « non qualifiés directement » (grâce au meilleur temps ou à la meilleure distance par exemple) (secondary qualifier)